# Edifici la Botiga (Seròs)
L'Edifici la Botiga és una obra de Seròs (Segrià) inclosa a l'Inventari del Patrimoni Arquitectònic de Catalunya.

## Descripció
Edifici de dues èpoques diferents; la primer és una construcció de carreus de pedra irregulars i prims que feia la funció de forn, ara desaparegut. La segona és el portal d'entrada, fet de grans carreus de pedra als brancals i dues pedres tallades realitzant un quart de cercle que funciona com a arc de mig punt del portal.

## Història
S'ha de suposar, pel mode de picar la pedra, que la part del portal siga més antiga que la del forn.